# Турки

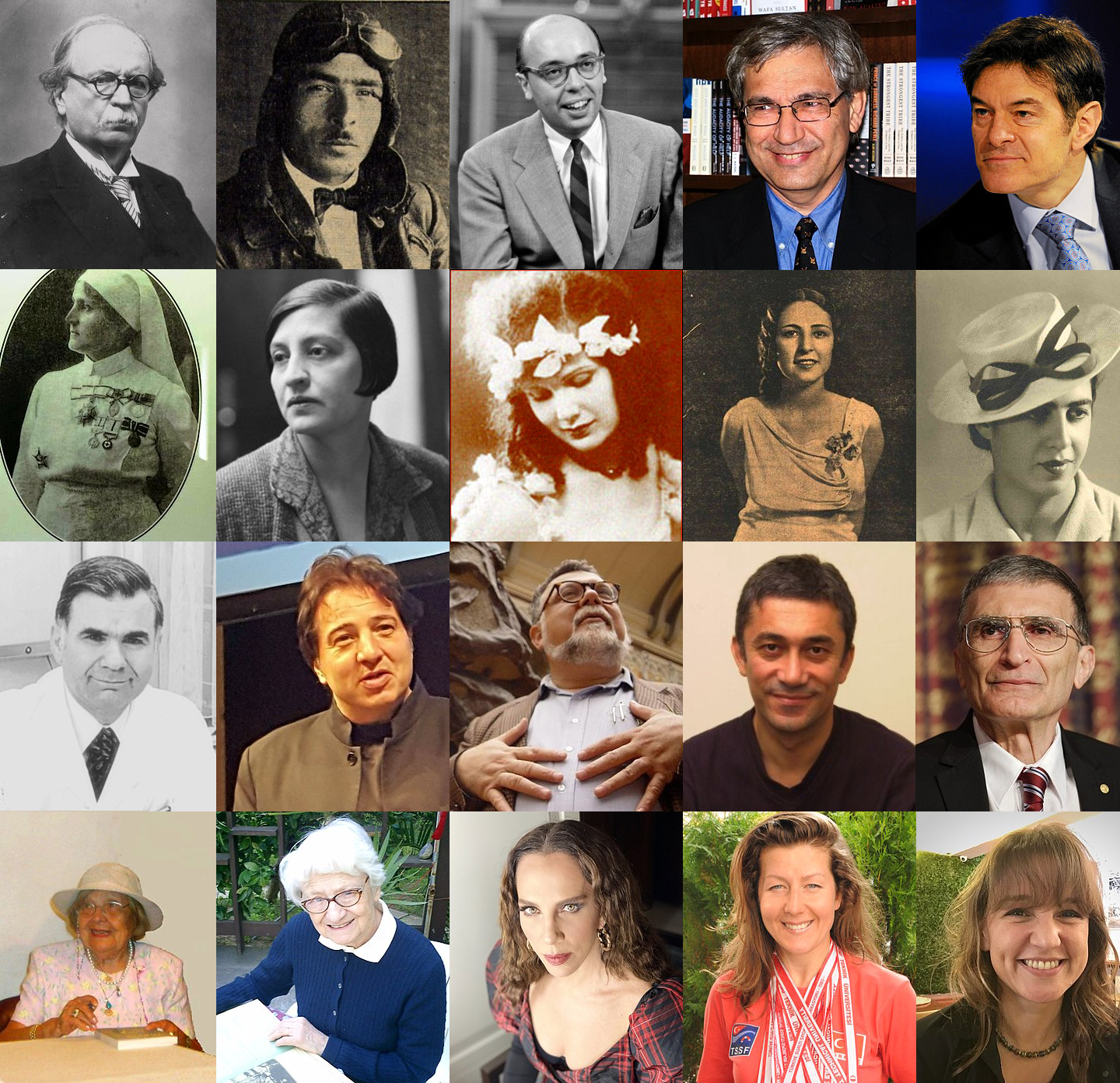
Некоторые знаменитые турки из Турции и диаспоры

Ту́рки (ед. ч. тур. türk, мн. ч. тур. türkler) — тюркоязычный народ, разговаривающий на турецком языке, относящемся к огузской ветви семьи тюркских языков. Самый многочисленный тюркский народ.
Основное население Турции, а также являются второй по численности этнической группой на Кипре. Общая численность, по разным данным, — от 65 млн до 81 млн человек. Большинство верующих — мусульмане-сунниты (около 90 %), распространены суфийские тарикаты.

## Название

### Этноним
Происхождение самоназвания турок до сих пор до конца не выяснено. Само слово тюрк (Türk) в тюркских языках может означать «сильный, крепкий», по отношению к людям — «молодой», «находящийся в расцвете сил». 
По-турецки тюрк имеет значение «турок» как представитель турецкого этноса, и «тюрк» — как представитель этно-языковой общности тюркских народов. Впервые термины «Турция», затем «турецкое господство» возникли в 1190 году в западноевропейской политической литературе для обозначения Анатолии, находившейся под властью Сельджукидов.

## Этническая история

### Малая Азия до появления тюркских племён

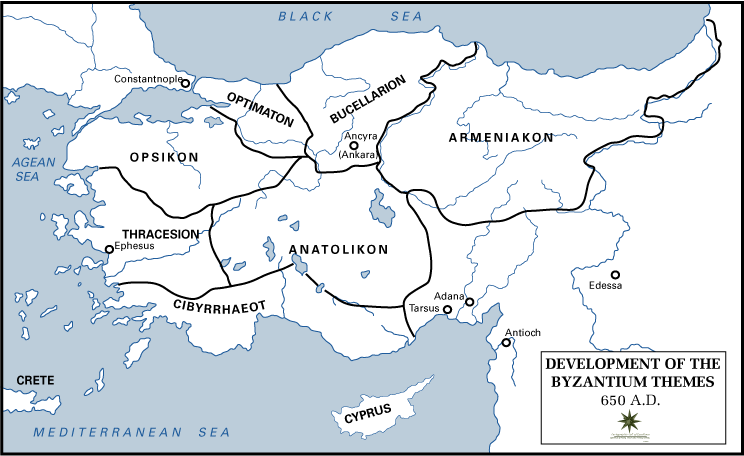
Греческие и армянские фемы Византии в 770 году

Малая Азия имела необыкновенно пёстрый этнический состав, и её население порой в пределах сравнительно небольшой территории говорило на нескольких языках.
Заселение тюрками Анатолии началась со второй половины XI века. Первое их вторжение произошло в 1064 году. В 1071 году тюрки захватили всю Центральную Анатолию. В 1097 году — дошли до берегов Эгейского моря. Совместные усилия армян, греков и крестоносцев отбросили их назад, но вытеснить их из Центральной Анатолии эти народы так и не смогли. На начальном этапе тюрки-скотоводы составляли лишь небольшую долю населения региона, где смешанно обитали греки, курды, армяне, евреи, грузины и арабы. Тем не менее мощная военная организация предоставила тюркам существенный военный, а со временем — и демографический перевес.

#### Греческий субстрат
В I тысячелетии до н. э. население Западной Анатолии составляли отчасти аборигены, отчасти греки, которые колонизировали регион с IX в. до н. э. К эпохе эллинизма почти всё население Анатолии (за исключением восточных и некоторых центральных районов), являвшееся в это время уже греческим по языку и культуре, состояло из ассимилировавшихся переселенцев-греков и эллинизированных аборигенов, состоявших из родственных грекам и армянам народов. Таким оно осталось и в римскую эпоху.
К X веку этнические греки занимали примерно половину территории современной Турции. Прежде всего, это побережье Эгейского моря (с городом Смирна, современный Измир), пролива Босфор (с городом Константинополь, современный Стамбул), Чёрного моря и побережье Средиземного моря, вплоть до Армянской Киликии. Греки также преобладали в центральных провинциях Малой Азии, в округе Икония (современная Конья) и Ангора (современная Анкара).
Тюрки захватили у греков побережье Чёрного моря современной Турции в 1478 году. Побережье Эгейского моря (современные Измир, Чанаккале, Маниса, Айдын и т. д.) были захвачены тюрками у греков в 1402 году. Константинополь (современный Стамбул), Восточная Фракия и берега Мраморного моря были отняты тюрками у греков в 1453 году.

#### Армянский субстрат

Армянское государство в Восточной Анатолии и Закавказье по состоянию на 1000 год

Армянское государство в Киликии, Каппадокии и Шанлыурфе в 1080 году

На востоке и на юге современной Турции располагались земли Западной Армении, Малой Армении и Армянской Киликии, население которых состояло, главным образом, из этнических армян.
К X веку армяне населяли около половины территории современной Турции. Этническая граница Армении проходила от берегов Средиземного моря (современный город Мерсин), до юго-западного Кавказа включительно, от Каппадокии, до границы с Ираном и от Чёрного моря, до Месопотамии.
Тюрки захватили у армян побережье Средиземного моря (современные Мерсин, Адана, Газиантеп, Искендерун) в 1424—1515 годах, в районах современных Карса, Агры, Догубаязида, Ыгдыра, Эрзурума, армяне сохраняли фактическую независимость до 1360 года, районы Диярбакыра оставались под армянским контролем до 1045 года, в районах побережья озера Ван, современных Элязыга, Вана, Битлиса, Муша, Ахлата, Хаккяри, Сиирта, Батмана, Бингела, армяне продолжили фактические управление вплоть до 1207 года, в районах Каппадокии и соседних территорий (современные Кайсери, Малатья, Кахраманмараш, Адымаян и т. д.) власть армян сохранялась до 1086 года.
В 1072 году курдская династия Шеддадидов получила от сельджуков в вассальное владение бывшее Анийское царство, образовав Анийский эмират. C XI века на Армянском нагорье и в Закавказье начался многовековой процесс вытеснения армянского и курдского населения пришлым тюркским.

#### Курдский субстрат
Районы верховья Ефрата и окрестности Ванского озера на Армянском нагорье являются областью раннего распространения курдов.
В период X и XI вв. на землях современной восточной Турции существовало государство династией курдского происхождения Марванидов. Столица находилась в городе Амид (Диярбакыр), а другими управляемыми городами являлись Битлис, Ван, Мардин, Шанлыурфа, Элязыг, моментами Мосул и так далее.
В 1046 году сельджуки завоевали юго-восточную часть Курдистана.
В результате курдско-турецкой войны в середине XIX века произошло второе завоевание турками Курдистана.

О населении города Диярбекир в XVII веке:
«В целом в провинции курды бесспорно составляли крупнейшую из этих [курды, тюрки, арабы] групп населения, за исключением самого города [Диярбекира], в котором значительную часть, возможно, даже большинство населения составляли тюрки».

#### Другие народы
Помимо армян и греков, которые преобладали на территории Малой Азии до прихода тюрок, регион был широко представлен такими народами, как евреи и персы (в крупных городах), грузины (на северо-востоке), ассирийцы (на юго-востоке, вдоль границы с современной Сирией), славяне и другие.

Несмотря на то, что первоначальное проникновение тюркских элементов носило эпизодический характер, они не оставили отпечатка в этнической истории Малой Азии. Эти тюрки, расселившись среди местного населения, ассимилировались и растворялись в нём, но в определённой степени подготовили начало тюркизации Анатолии и Восточной Фракии.

### Сельджукская эпоха. Бейлики
Накануне и одновременно с сельджукским завоеванием тюрки проникали в Малую Азию с северо-запада, с Балкан: печенеги (во второй половине IX—XI вв.), узы или огузы (в XI в.), куманы (в XI-второй половине XII вв.). Византия селила их в пограничных провинциях.
Массовое проникновение тюркских племён в Малую Азию началось в XI веке, когда сюда под эгидой сельджуков вторглись огузы и туркмены. В завоевании Малой Азии участвовали такие огузо-туркменские племена, как кынык, салыр, авшар, кайы, караман, баяндыр и т. д. Наибольшую роль из них сыграло племя кынык, в особенности та часть, которая возглавлялась предводителями из рода Сельджуков. В 1071 году сельджукский султан Алп-Арслан нанёс сокрушительное поражение византийскому императору Роману IV Диогену в битве под Манцикертом и захватил самого императора в плен. Успеху сражения сопутствовало и то, что тюрки, находящиеся в рядах византийской армии (на правом фланге — узы из Фракии, на левом — печенеги), перешли вместе со своими вождями на сторону сельджуков. Победа под Манцикертом открыла огузо-туркменским племенам дорогу вглубь Малой Азии.
Первоначально расселение огузо-туркменских племён, видимо, происходило путём их традиционного деления на правое (бузук/бозок) и левое (учук/учок) крыло (фланг). Продвигаясь на запад племена бузук, как правило, селились севернее племён учук. Как показывает анализ анатолийской топонимии, по дороге огузские племенные объединения распадались, из чего может следовать, что в дальнейшем какого-либо порядка расселения огузо-туркменских племён уже не соблюдалось. Этому способствовало проводимая Сельджукидской династией политика, намеренно расчленявшие сильные племенные образования и распределявшие их частями по разным районам страны. Вместе с кочевниками-скотоводами в Малую Азию хлынули и полукочевники, занимавшиеся помимо скотоводства также и земледелием. С ними пришли присоединившиеся в пути крестьяне-земледельцы из Ирана, Арабского Ирака. Будучи степными жителями эти тюркские племена, продолжая сохранять привычный для них уклад жизни, поселились на равнинных местах, преимущественно на плоскогорье центральной Анатолии, охватывающий пространство от истоков реки Кызыл-Ырмак до Кютахьи. По мнению М. Х. Йынанча для кочевий и поселений они выбирали не горы, а равнины, и потому на первых порах ими были освоены степи Центральноанатолийского плоскогорья. Здесь тюрки (в значительной степени они принадлежали к племени кынык) оказались в большинстве по отношению к местному населению. Заселив Центральную Анатолию, огузы и туркмены двинулись на запад — через горные перевалы Западной Анатолии — и вышли к Эгейскому морю, затем, преодолев горы Ылгаз и Джаник, достигли Черноморского побережья. С XIII века они проникли в горы Ликии и Киликии, спустившись отсюда к побережью Средиземного моря. Одна из ветвей сельджукидов вскоре образовала в Анатолии Румский султанат; ещё одна тюркоязычная династия — данишмендиды, стала правящей в регионе Сивас.
Переселение тюркских племён происходило и позднее. Так, после уничтожения в конце XII века хорезмшахом Текешом сельджукского султаната в Иране, часть просельджукских племён ушла в Анатолию. В XIII веке, сюда, спасаясь от монгольских завоевателей, ушли как тюрки, так и нетюрки. Вместе с остатками войск хорезмшаха Джелал ад-Дина здесь появилась часть племён уничтоженного монголами Государства Хорезмшахов, которые, по сообщениям хронистов Несеви и Ибн Биби, поступили на службу к сельджукскому султану Рума. По сей день на юге Турции кочует юрюкское племя хорзум.

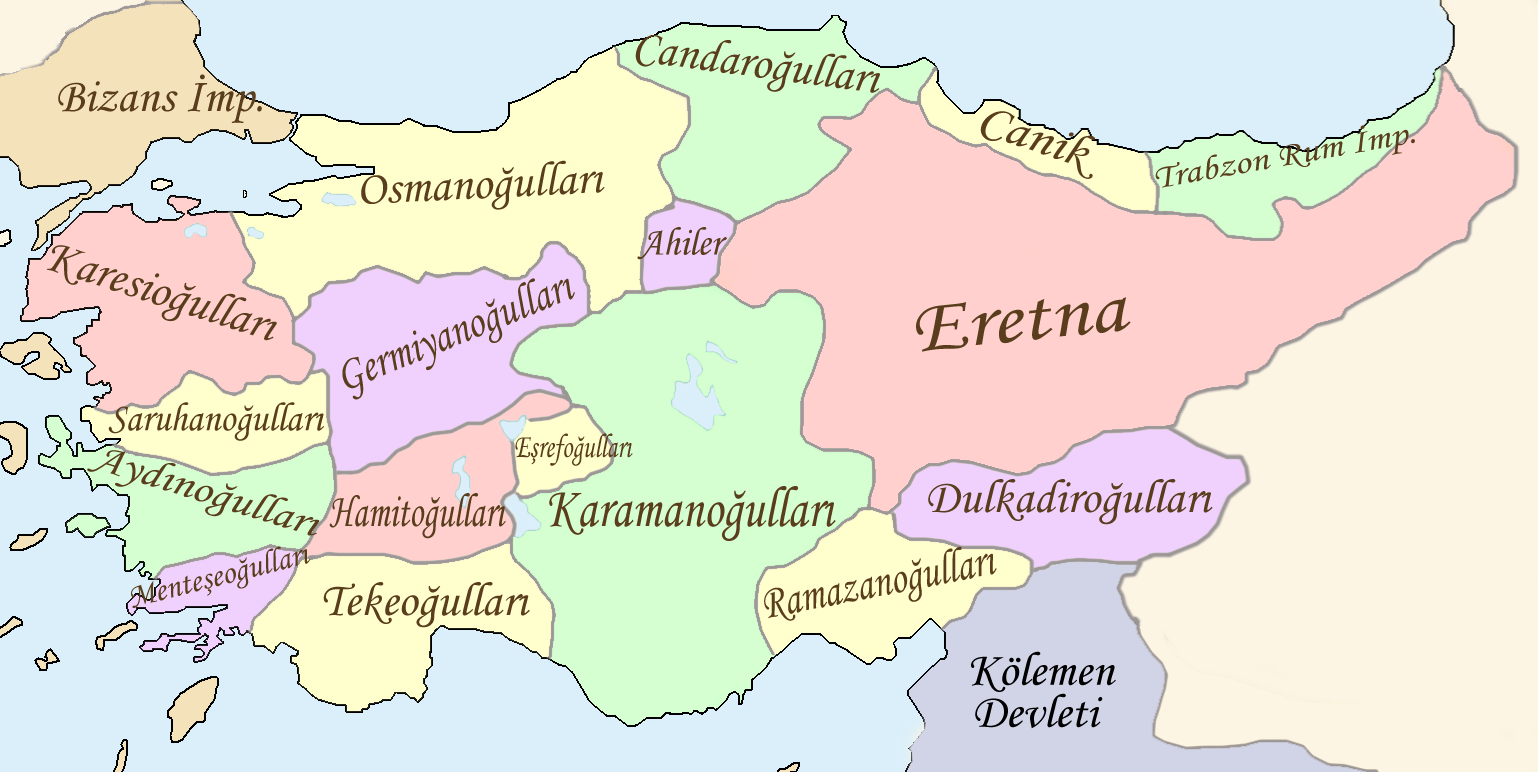
Карта турецких бейликов в Анатолии

В XI—XII вв. много тюрок перешло на оседлость. Началось этническое смешение оседлых тюрков с местным, преимущественно с исламизированным, оседлым населением, что положило начало тюркизации части коренного населения Малой Азии. В процессе этногенеза участвовали греки, армяне, грузины, а также арабские, ассирийские, курдские, южнославянские, болгарские, румынские, албанские и другие элементы.
К началу XIV века на территории Анатолии образовались десятки самостоятельных государственных образований — бейликов, существовавшие вплоть до XVI века. Все они образовались на племенной основе как объединения кочевых и полукочевых тюркских племён вокруг правящего рода. В отличие от сельджуков, язык администрации которых был персидский, анатолийские бейлики использовали турецкий язык в качестве формального литературного языка. Правители одного из таких бейликов — караманиды овладели столицей сельджукидов — Коньей, где в 1327 году тюркский язык стал употребляться в качестве официального — в канцелярской переписке, в документах и т. п. И хотя караманидам удалось создать одно из сильнейших государств в Анатолии, основную роль в объединении всех тюркских бейликов под своей властью сыграло небольшое османское государство, правители которого происходили из племени кайы.
Согласно Р. Шукурову, в XIV—XV веках из большей части Анатолийского полуострова были вытеснены автохтоны этих земель — греки и армяне.

### Вопрос о складывании турецкой народности
Н. А. Баскаков полагает, что турки как народность стали существовать только с конца XIII века. По мнению А. Д. Новичева, турки сложились в народность к концу XV века. Д. Е. Еремеев относит завершение формирования турецкой народности к концу XV — первой половине XVI в.
Современные турки сложились из двух основных компонентов: тюркских кочевых скотоводческих племён (в основном огузы и туркмены), переселившиеся в XI—XIII веках из Средней Азии и Персии, и местного малоазийского населения. Издававшаяся в конце XIX — первой половине XX вв. в Российской империи энциклопедия Брокгауза и Ефрона писала, что «османы (имя турок считается насмешливым или бранным) были первоначально народом урало-алтайского племени, но вследствие массового прилива из других племён совершенно утратили свой этнографический характер. В особенности в Европе нынешние турки являются по большей части потомками греческих, болгарских, сербских и албанских ренегатов или произошли от браков турок с женщинами из этих племён или с уроженками Кавказа».
На VII международном конгрессе антропологических и этнографических наук, состоявшемся в Москве в 1964 году, Лев Николаевич Гумилёв, затронув всю проблему этногенеза турок, в общих чертах обрисовал его как «явление мировой истории, реакция на экспансию французов и итальянцев, способ для греков избегнуть колониального порабощения»:
Хан Эртогрул, основатель нового государства (1231-1288), привёл из Хорасана орду приблизительно в 50 тысяч человек и получил от султана Конии, Алаэддина, земли на границе с Византией. Силы Эртогрула сами по себе были невелики, но он объявил газават и к нему начали стекаться удальцы со всего мусульманского мира: курды, арабы, персы и обращённые в ислам черкесы. Общим языком для них был турецкий как язык команды. Так начал слагаться новый коллектив людей, разноплемённых, но объединённых одной целью и одним родом деятельности. Однако, Византия сдерживала напор и этого врага до тех пор, пока в дело не вмешался Запад. Жестокий разгром Константинополя в 1204 году и последующая борьба с Латинской империей, Каталонской компанией, Венецией и другими католическими государствами так ожесточила греков, что они, не без оснований, перестали считать католиков своими единоверцами. Когда же пал последний защитник православия — Иоанн Кантакузин — Палеологи взяли твёрдый курс на унию, среди византийцев возникло определённое тяготение к исламу. Этому весьма способствовало распространение идей Джеллальэддина Руми, утверждавшего, что между исламом и христианством непроходимой пропасти нет. Меняя веру (но не идеологию, которая оставалась мистической и экстатической) и становясь на службу султану, жители Малой Азии становились «турками», ибо понятие нации в этом месте в то время не существовало. Переход войск Урхана через Дарданеллы расширил область охвата новых подданных. Сербские и болгарские мальчики становились янычарами, ренегаты из греков или итальянцев пополняли флот, французские и немецкие авантюристы делали карьеру офицеров султанской армии, а венгерки, польки, черкешенки входили в гаремы победоносных воинов ислама. И всё это называлось «турки».
Д. Е. Еремеев подверг критике позицию Гумилёва, отметив, что сложение турецкой народности представляет собой сложный и длительной процесс, а не как «произвольное объединение разных людей в один коллектив». По мнению турецкого историка-османиста крымскотатарского происхождения Халила Иналджика, сформировавшийся турецкий этнос на 30 % состоял из исламизированного автохтонного населения, а 70 % составляли тюрки; Д. Е. Еремеев полагает, что процент тюрок был намного ниже.

### Османская эпоха

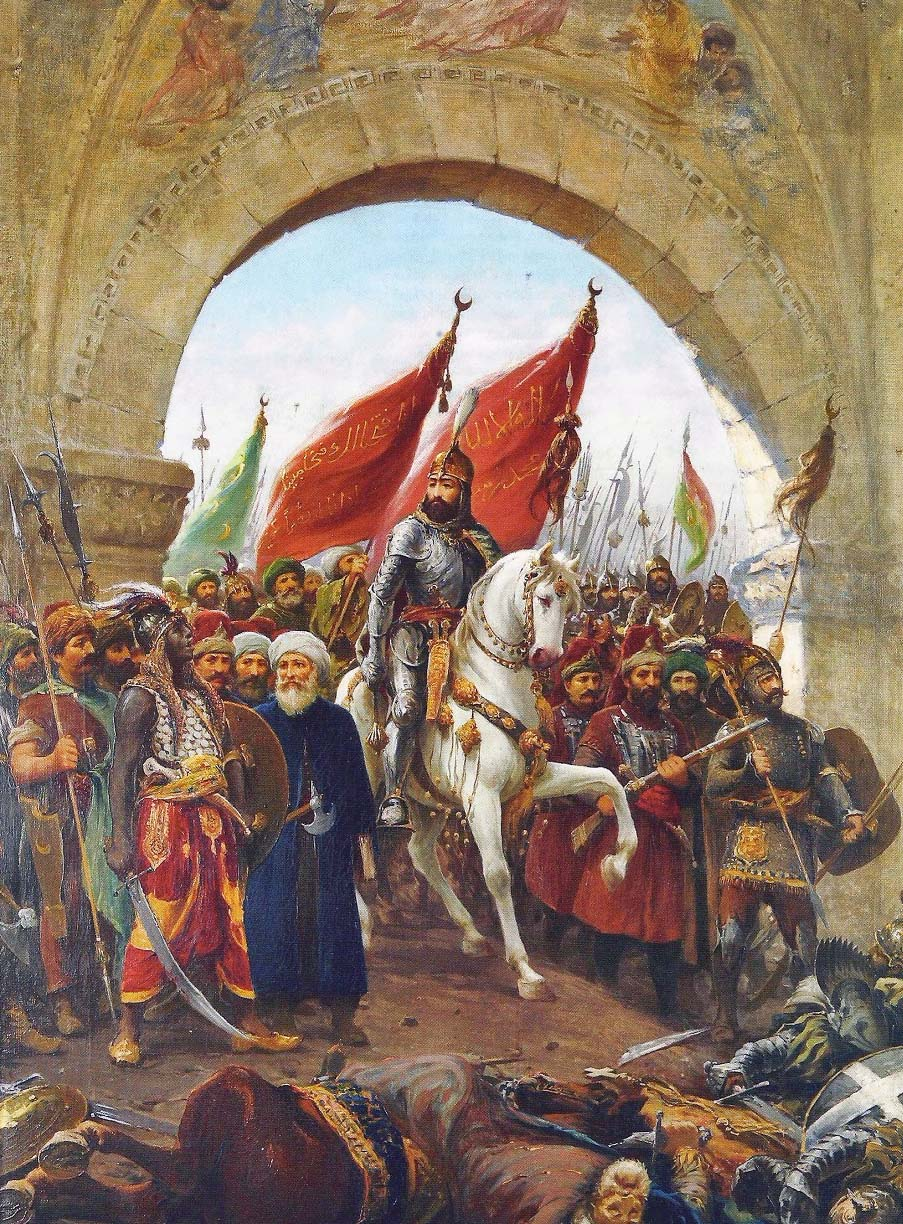
Вступление Мехмеда II в Константинополь. Худ. Фаусто Зонаро

В период монгольских завоеваний огузо-туркменское племя кайы откочевало на запад вместе с хорезмшахом Джелал-ад-Дином и поступило на службу к сельджукскому султану Рума. В 1230-х гг. вождь племени кайы Эртогрул получил от султана на границе с Византией владение на р. Сакарья с резиденцией в городе Сёгют. Его сыну Осману I султан в 1289 году присвоил титул бея, а в 1299 году Осман I провозгласил своё княжество самостоятельным государством, став основателем новой династии и государства, вошедшее в историю под названием Османская империя. В результате завоевательных походов османским султанам удалось овладеть византийскими владениями в Малой Азии, во второй половине XIV—XV в. они завоевали Балканский полуостров, а в 1453 году султан Мехмед II Фатих взял Константинополь, положив конец существованию Византийской империи. Об исторической роли первых османских султанов лорд Кинросс пишет:
Историческая роль Османа заключалась в деятельности племенного вождя, сплотившего вокруг себя народ. Его сын Орхан преобразовал народ в государство; его внук Мурад I превратил государство в империю. Их достижения как политиков были по достоинству оценены одним османским поэтом XIX века, сказавшим: „Мы из племени вырастили подчинявшую себе мир державу“.

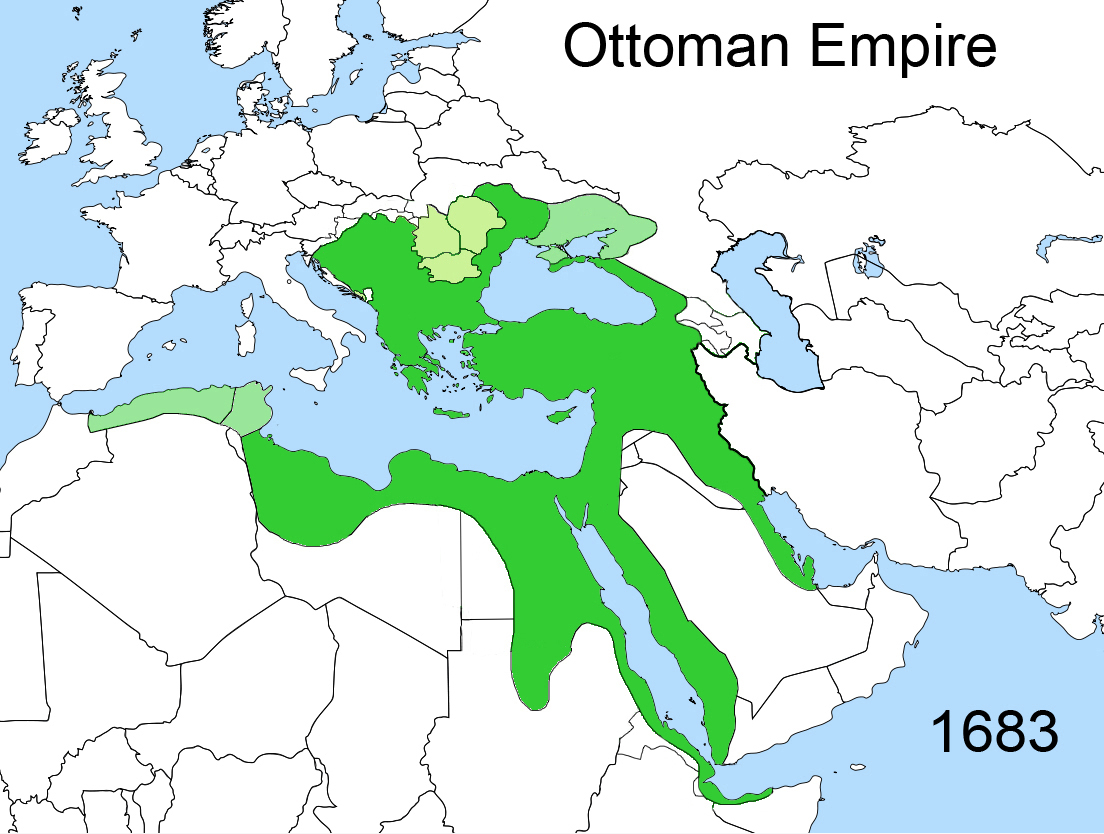
Османская империя к 1683 году

В 1516 году османский султан Селим I Грозный совершил египетский поход против мамлюков, положив конец существованию Мамлюкского султаната. С завоеванием Египта Османы заняли исключительное положение в исламском мире, взяв на себя защиту святых мест, в частности священных городов Мекки и Медины Хадимю’л-Харемейн. Согласно распространённой версии Селим I принял халифат от халифа аль-Мутаваккиля в мечети Айя-София. Крупнейший политический мыслитель Туниса XIX века Хайраддин ат-Туниси следующим образом охарактеризовал роль османской династии в исламской умме: «они объединили большинство мусульманских стран под дланью своего справедливого правления, которое было установлено в 699 г. (1299 г.). Посредством хорошего управления, уважения нерушимого шариата, соблюдения прав подданных, славных завоеваний, напоминающих завоевания праведных халифов, и восхождения вверх по ступеням цивилизации (тамаддун) Османы вернули умме её могущество….»
В XVIII веке назрел кризис в Османской империи. В 1821 году в Греции развернулась национально-освободительная война, закончившаяся в 1830 году обретением ею независимости. Греческая революция сопровождалась этническими чистками, как турок и евреев с одной стороны, так и греков с другой. События на Пелопоннесе привели к исчезновению значительной турецкой общины на полуострове. Как отмечает Уильям Клейр:

Турки Греции оставили мало следов. Они исчезли внезапно и окончательно весной 1821, не оплакиваемые и незамеченные со стороны остального мира. Спустя годы, когда путешественники спрашивали о происхождении каменных руин, старики рассказывали: «Здесь стояла башня Али Ага. В ней был убит сам хозяин, его гарем и его рабы». Тогда трудно было поверить в то, что когда-то большую часть населения Греции составляли люди турецкого происхождения, проживавшие в небольших общинах, разбросанных по всей стране, процветающие фермеры, торговцы и чиновники, чьи семьи не знали другого дома в течение многих лет. Как говорили греки, луна пожрала их.".

По переписи 1844 года в Османской империи насчитывалось 11 800 000 османов (турок), из которых подавляющее большинство (10 700 000 чел.) в Азии и 1 100 000 человек в Европе.
В результате Русско-турецкой войны 1877—1878 гг. часть турок-османов оказалась в составе Российской империи на территории Карсской области, образованной из земель Карсского и Чалдырского санджаков Османской империи. После присоединения этих территорий к России из Карсской области в пределы Османской империи выселилось много мусульман. Так в период с 1878 по 1881 г. в Османскую империю выселилось более 82 тыс. мусульман, причём из одного Карса ушло до 11 тыс. человек. По сведениям 1892 года, опубликованным в «Алфавитноми списке народов, обитающих в Российской Империи», турки проживали на территории Карсской области и Артвинского уезда Кутаисской губернии общей численностью 70 216 человек, составляя 24 % Карсской области. Российская перепись 1897 года учитывала население по родному языку, зафиксировав тем самым в Карсской области 63 547 носителей турецкого языка в качестве родного.

### Война за независимость

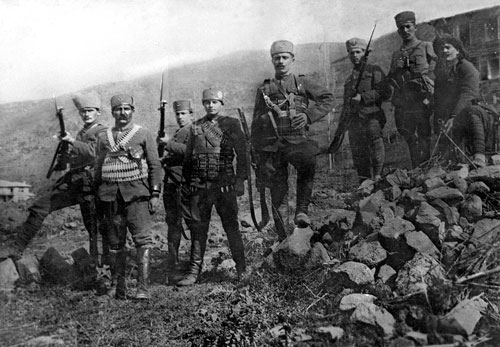
Турецкие пехотинцы во время Войны за независимость, 1922 г.

После поражения Османской империи в Первой мировой войне и подписания Мудросского перемирия державы-победительницы приступили к разделу её территории, в том числе собственно турецких земель. В соответствии с условиями перемирия Антантой был оккупирован Константинополь; юго-восточную часть страны заняли французы, в Западной Анатолии высадились греческие войска, а в Анталье — итальянцы; державами-победительницами предусматривалось также создание на востоке Анатолии независимых государств — Армении и Курдистана. За турками сохранялась небольшая территория от Чёрного моря до Анкары, а Стамбул оставался столицей лишь формально.
Среди населения возникло стихийное народное движение против оккупации страны, переросшее в национально-освободительную борьбу. Основной силой этой борьбы стало крестьянство, а возглавили её военно-интеллигентские круги, из среды которых вышел руководитель национально-освободительного движения Мустафа Кемаль-паша. М. В. Фрунзе, посетивший революционную Турцию, писал: «Революционное настроение, охватившее, начиная с 1919 г., широкие слои трудящихся масс Анатолии, быстро создало почву для организации революционных вооружённых сил. Почти во всех районах Анатолии возникали, преимущественно по местной инициативе, вооружённые отряды, носившие партизанский характер и ведшие с оккупантами партизанскую войну… По своему классовому характеру „национальные силы“ представляли, главным образом, трудовой элемент, анатолийское крестьянство».

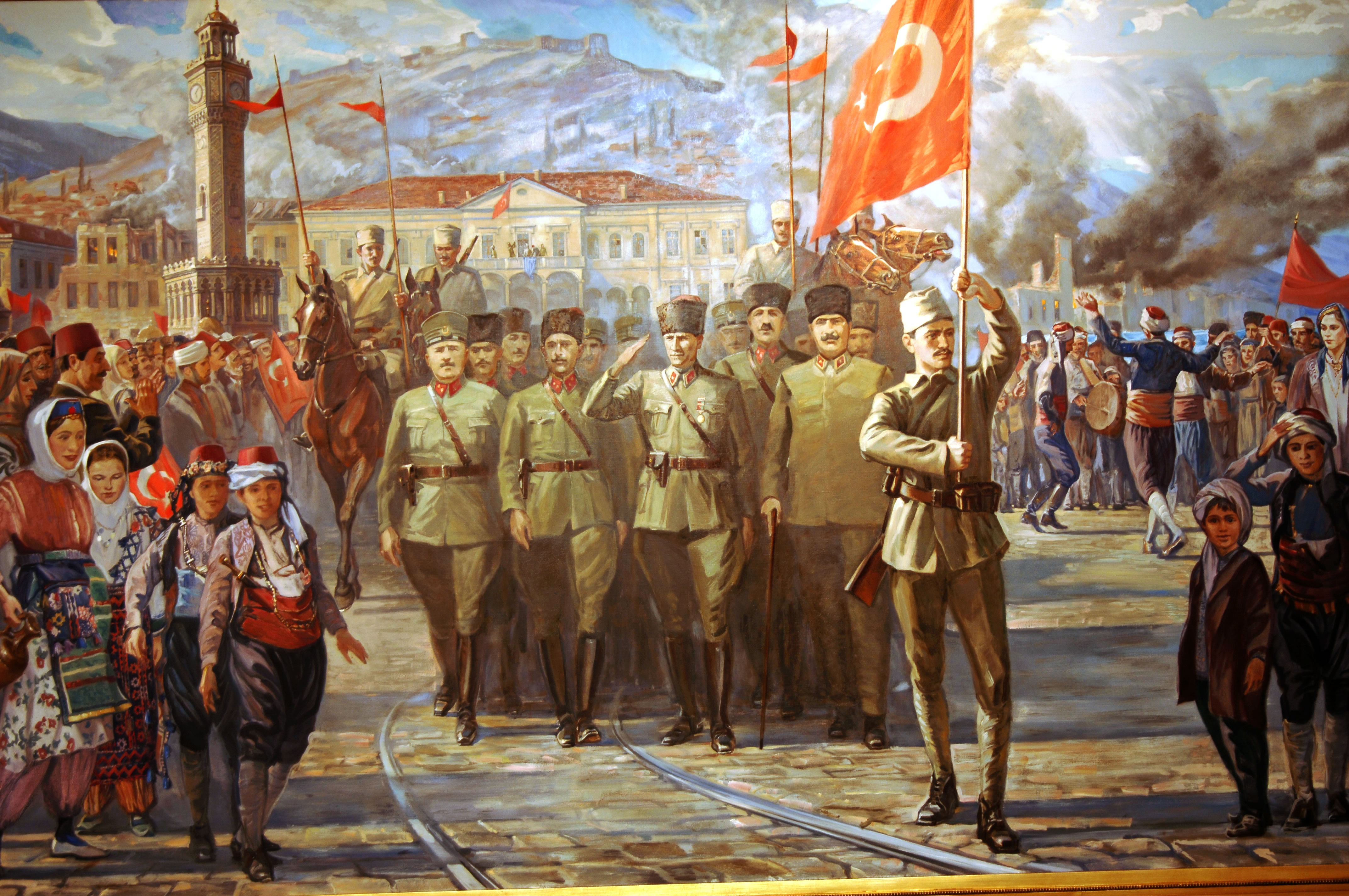
«Вступление турецкой армии в Измир». Худ..
Передний ряд: слева направо: Кязым Карабекир, Исмет Инёню, Мустафа Кемаль и Февзи Чакмак. За ними — высокий

Программой борьбы стал проект «Национального обета», принятый депутатами от сформированного в Анкаре Представительного комитета — исполнительного органа всех патриотических обществ и организаций, всех патриотических сил. В ней определялись территориальные границы и особенности будущего устройства турецкого государства, населённого «османским мусульманским большинством, объединённым религией, расой и идеей». Война за независимость завершилась победой кемалистов над интервентами и освобождением всей территории Анатолии. После поражения Греции в войне, между ней и Турцией был заключён договор об обмене населения, затронувший около 2 миллионов человек.
Национально-освободительное движение 1918—1923 годов способствовало окончательной консолидации турок в нацию. Турецкое национальное движение привело к ликвидации султаната, а затем — и халифата, и образованию в 1923 году Турецкой Республики.

### На Кипре
За пределами Турции крупная турецкая община представлена на Кипре. После Второй мировой войны среди греческого населения нарастает движение за объединение исторических греческих территорий (энозис), в том числе Кипра с Грецией. В ответ на доктрину энозиса турецкое население острова выдвинуло доктрину «таксим», то есть отделение.
Нарастание межобщинной напряжённости на Кипре вскоре привело к образованию вооружённых формирований — греческой ЭОКА и турецкой ТМТ. В результате переворота в 1974 году, осуществлённой военной хунтой в Греции, к власти на острове пришли греческие националисты из ЭОКА, что спровоцировало вторжение турецких войск на Кипр и оккупацию севера и северо-востока острова. На территории, занятой турецкими войсками в 1983 году была провозглашена Турецкая Республика Северного Кипра.

## Самоидентификация

### Самоназвания турок в Османскую эпоху
Знаешь ли ты, кто такой турок?

На нём тулуп, на голове папаха

Не знает он ни мазхаба, ни религии

Не моет он лицо даже при омовении

Есть пословица, говорят правоверные

Упаси, о Всевышний, от зла невежественного чобана.
Nedür bildün mi sen alemde Türki

Ola egninde kürki başda börki

Ne mezheb biler ne din ü diyanet

Yumaz yüzin niçe abdest-i taharet

Meseldür bunu derler ehl-i mezheb

Avan çoban şerden saqla Ya-Reb

До начала XX века этноним «турок» употреблялся чаще всего в уничижительном смысле. «Турками» именовали тюркоязычных крестьян Анатолии, с оттенком невежественности (напр. kaba türkler «грубые турки»). Для османского правящего класса оно служило синонимом «мужика», «плебея». В стихах турецкого поэта XVI века Тахлыджалы Яхьи прослеживаются ядовитые насмешки над турками — «мужланами», ирония, полная презрения ко всему турецкому. Османский класс рассматривал себя в качестве «правящего народа» (millet-i hakime) и воспринимал своих подданных тюрков как «низший народ» (millet-i mahkure). Османы всегда называли турок «турки-ослы»; когда в город приезжал чиновник, все стремились убежать, потому что шли Османы. Османский автор XVI века Гувахи в своём наставлении «Насихатнаме» писал:

Крестьяне из деревни не могут оставаться в городе

Правда в том, что турок не может стать человеком

Он не понимает то, что ты ему говоришь

Начало и конец слова для турка значит одно и то же

Странный народ эти турки

Они не понимают, что такое вкусный десерт

Откуда им знать про вкус.

У них нет ни одного слова, достойного упоминания.
Оригинальный текст (тур.)
Şehirde rustay-i bi-gam olmaz

Hakikatdur bu söz Türk Adem olmaz

Dedugin anlamaz soylerse sözi

Bir olur Türk'e sozin ardı yüzi

Acaip taifedir kavm-i etrak

Eyi tatli nedur itmezler idrak

Nə bilur anların ağızları tad

Ne soz var dillerinde idecek yad.

Насколько оскорбительно употреблялось слово «турок», видно на примере османского придворного историка XVII века Наима Мустафа-эфенди, автора Тарих-и Наима, который в своей работе описывает турков как «безмозглых», «недалёких» (тур. idraksiz Türkler), «уродливых на вид» (тур. çirkin suratlı Türk), «лживых» (тур. hilekar Türk) и «похожих на пастушью собаку» (тур. çoban köpeği şeklinde bir Türk-ü sü-türk). Османский политик и писатель XVII века Кочи-бей Гёмюрджинский писал, что к господствующему классу относятся «пришельцы», а во второй класс входили настоящие турки, райя, подвергающиеся, вместе с остальным христианским населением, всевозможным притеснениям от первых. Для городского эфенди слово «турок» означало необразованного человека. Так Мураджа д’Оссон слышал недоумевающие вопросы в Османской империи по типу: «И почему это европейцы зовут нас турками?». Французский путешественник XVIII века М. Гюэ свидетельствовал, что турок значит «крестьянин», «грубый», «неотёсанный» и что на вопрос «турок он или нет?» османец отвечает — мусульманин. Венгерский востоковед и путешественник Арминий Вамбери писал в XIX веке о самоназвании и идентичности турок:
«Ещё 40 лет тому назад, тюркство, а в литературной сфере слово турок, использовалось как оскорбление и означала грубость и дикарство. В один день, когда я разговаривал с людьми, получившие высшее образование, рассказал про этнографическую важность тюркской нации, про то что эта нация занимает земли с прибережья Лены до Адриата, имеет одно из самых больших уровней рождаемости среди всех народов мира. А в ответ мне сказали: „Вы же не перепутали нас с этими киргизами, или же кочевыми грубиянами татарами?“. В те дни я только начинал исследовать диалекты Восточной Анатолии. Но весь мой труд не интересовал никого, кроме нескольких господ, которые были знакомы с нашей культурой. Я в Стамбуле никого не встретил, кого интересовал бы вопрос турецкого национализма и турецкий язык».
На официальном уровне все турки Османской империи назывались «османами», хотя первоначально это наименование означало принадлежность к племени османлы или бейлику Османа, а затем — к подданству Османского государства. Энциклопедический словарь Брокгауза и Ефрона, издававшийся в конце XIX — начале XX веков, отмечает, то «в научной литературе давно уже утвердилось за европейскими турками название османов или, лучше, „османлы“, сами османы [В западноевропейской литературе их называют оттоманами.] даже не любят, чтобы их называли „турками“, считая этих последних людьми грубыми и необразованными».

Помимо официального названия, горожане и феодальная верхушка османского общества сами себя называли не по этнической принадлежности, а по религиозной — мусульманами. Зачастую понятия этнической (национальной) и даже государственной принадлежности османских подданных подменялись понятиями конфессиональными. К. Мак-Коан во второй половине XIX века отмечал, что «национальное самосознание было подчинено религиозному: подданный Османской империи (то есть турок — прим.) редко называет себя турком или хотя бы османцем, но всегда мусульманином». По свидетельству турецкого исследователя М. Э. Эриширгиля, даже в начале XX века турками называли только турецких крестьян, горожане именовали себя мусульманами. По оценке Б. Льюиса, «Среди разных народов, принявших ислам, никто не пошёл дальше, утопив свою самостоятельную идентичность в исламском сообществе, чем турки», да так, что «всё доисламское турецкое прошлое было забыто … Даже самоназвание турок и его сущность в каком-то смысле исламские». Зия Гёкальп пишет, что османы использовали термин «турок», чтобы оскорбить сельчан. Также он рассказывает о том, как правительство заставляло отказываться от самоназвания:
«У этого народа до недавнего времени не было даже самоназвания. Реформисты говорили ему: „Ты только османец. Ни в коем случае, насмотревшись на другие народы, не требуй для себя другого названия! В ту самую минуту, когда ты потребуешь самоназвания, ты станешь причиной развала Османской империи“. Несчастный турок был вынужден, из-за боязни потерять Родину, говорить: „Клянусь Аллахом, я не турок. Я принадлежу только и только к османской общественной группе“».
Ещё в XX веке термин «турок» в Османской империи носил презрительный характер, например, выражение «türk kafa» («туркоголовый») использовали в значении слова «болван». Даже до Второй мировой войны сохранялось самоназвание «османлы». Во время его военной службы в окрестностях Эрзурума один из офицеров вступил в разговор с пастухом, которого он шокировал, используя слова «Biz Türkler» («Мы — турки»). «Estağfurullah!» был ответ, «Ben Türküm, zat-i aliniz Osmanlısınız» («Господи, помилуй! Я — турок, а вы — османец, ваша честь»).

### Зарождение национальных идей
Упадок Османской империи в XVII—XVIII веках привёл к деградации в различных сфер культурной жизни, а социально-экономическое развитие турок всё больше отставало от развития немусульманских народов империи. Например, если первая турецкая книга была напечатана в 1729 году, то первая типография у евреев появилась в 1494 году, у армян — в 1512 году (Урбатагирк) и у греков в 1627 году. Более того, в начале XX века 90 % турок оставались неграмотными, тогда как неграмотных среди греков было 50 %, а среди армян — 33 %. Даже в начале XX века история турок не преподавалась в османских школах, а двери религиозных школ (медресе) до революции 1908 года были закрыты для турецкого языка. Преподавалась османо-исламская история, начинавшаяся c жизни пророка.
Данные обстоятельства, а также политика европейских держав по отношению к национальным движениям в империи, стимулировавшее рост среди этих народов национального самосознания, сказывалось на отставании турок по уровню развития национальных идей. В ином значении даже применялось понятие родина (ватан). «До XIX века это понятие… использовалось только в очень узком смысле, указывающее место рождения или проживания, и требовало некоторой сентиментальной лояльности». По утверждению Джевдета-паши, оно никогда не несло для турецкого солдата какого-либо иного смысла, чем просто деревенская площадь. Для султана Абдул-Хамида II «родина — это место, где люди собирались вместе». Он говорил: «Я не могу понять, почему некоторые готовы умереть за него. Для многих людей это неправильно — убивать друг друга во имя родины». Султан Абдул-Хамид был ярым панисламистом и он не доверял туркам, окружив себя приближёнными из числа черкесов, курдов, лазов, аджарцев.
Первые зачатки турецкого национализма возникли во второй половине XIX века в среде тайной политической организации «новых османов». Деятели этого движения развили концепцию османизма (оттоманизма), в основе которой лежала идея слияния всех народов империи в одну «османскую нацию». Принятый в 1869 году Закон о национальности закрепил равный статус для всех граждан Османской империи, провозгласив, что «что все граждане империи без различия называются османами, вне зависимости от религии, которую они исповедуют». Принцип османизма нашёл своё отражение и в Конституции Османской империи 1876 года: «Все подданные империи называются османцами без различия вероисповедания» (ст. 8). Турецкий учёный Танер Акчам пишет:
Турецкий национализм, или в общем плане, турецкая национальная идентичность, появилась на исторической арене достаточно поздно. Некоторые анекдоты часто повторялись, в которых чётко выделялось это опоздание. В конце XIX века, когда некоторых представителей младотурок, расположившихся в Париже, спросили, к какой нации они принадлежат, они вначале ответили „Мы мусульмане“, и только после того, как им пояснили, что Ислам — это религия, они ответили „Мы османы“. Им пояснили, что это не нация, но совершенно немыслимо для этих молодых людей сказать, что они были турками.
Оригинальный текст (англ.)Turkish nationalism or, in more general terms, Turkish national identity, appeared on the historical stage very late. Certain anecdotes are often repeated which clearly highlight this lateness. Toward the end of the 19th centure, when certain members of the Young Turks who were located in Paris were asked what nation they belonged to, they would at first reply, 'We are Muslims,' and only after it was explained that Islam was a religion would they reply, 'We are Ottomans.' They would then be reminded that this was not a nation either, but it was utterly inconceivable for these youths to say that they were Turks.
Турецкий автор Эмре Конгар пишет:
Турецкий национализм — последнее национальное течение, возникшее с запозданием в период распада империи. Хозяева империи, то есть турки, увидев её распад и осознав, что государство, которым они управляют — это империя, возникшая на чужих территориях и с чужим населением, возможно, осознали себя именно как турки. Понятия турецкая нация, турецкая родина, турецкий язык и турецкая культура — всё это возникло в те времена и получило своё развитие.

### XX век

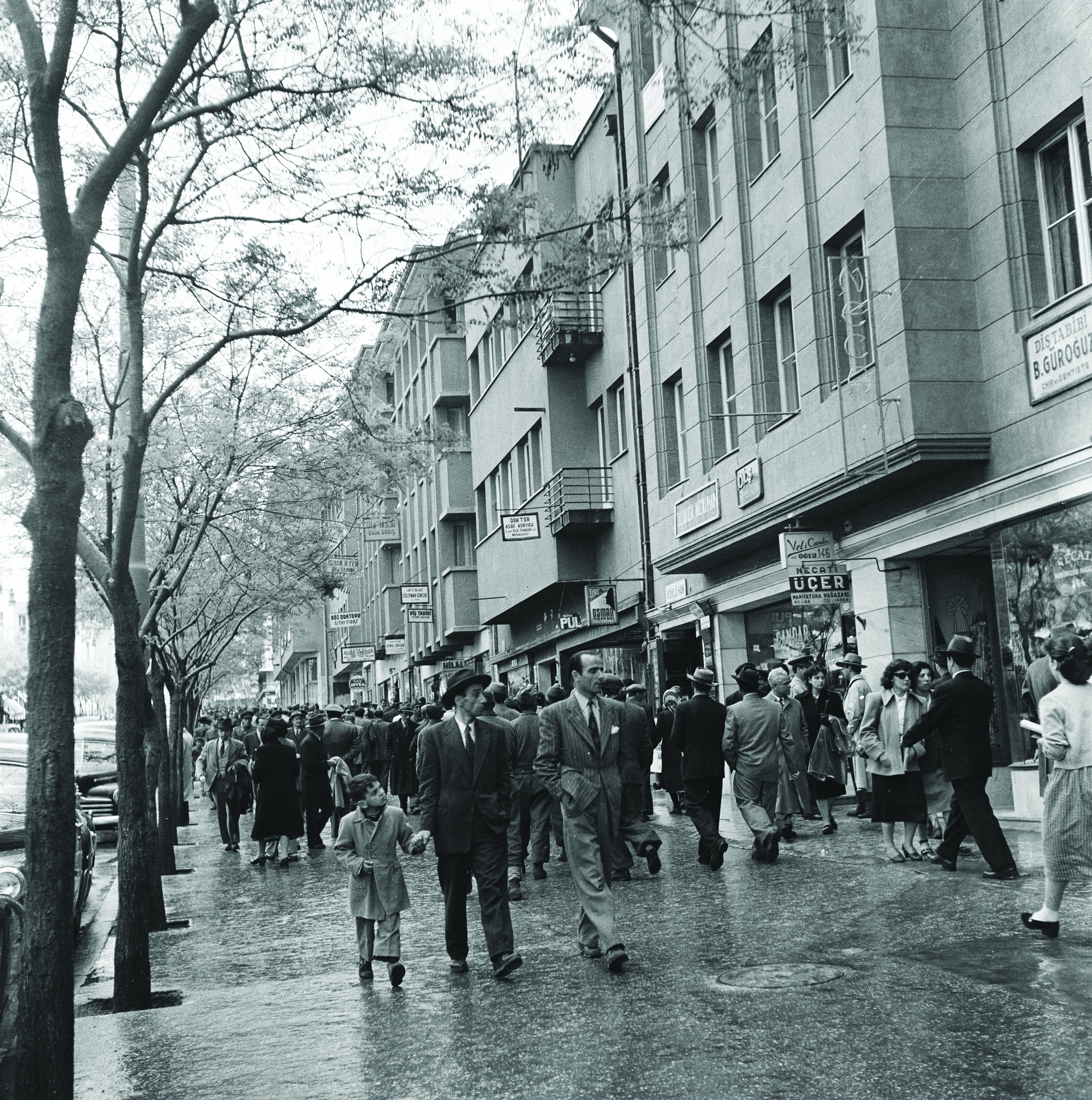
Люди на бульваре Анафарталар, Анкара, 1950-е годы

После кемалистской революции и распада Османской империи этноним «турки» заменил названия «мусульмане» и «османцы». Чтоб устранить путаницу между этнонимами «турок» и «тюрк» в турецком языке, в одно время даже предполагалось вместо этнонима «турок» ввести название анатолиец («анадолулу»). Кемалисты даже заменили термин «тюркчюлюк» (тур. Türkçülük), имевший значение как «туркизм» (то есть турецкий национализм), так и тюркизм (то есть пантюркизм), на термин «миллиетчилик» (позднее «улусчулук»), означающее национализм. Милииетчилик (улусчулук) стал одним из шести принципов кемалистской идеологии наряду с республиканизмом (тур. Cumhuriyetçilik), народностью (тур. Halkçılık), этатизмом (тур. Devletçilik), секуляризмом (тур. Laiklik) и революционностью (тур. İnkılapçılık).
Профессор Висконсинского университета, историк Кемаль Карпат, выступивший с докладом по теме «Стадии османской истории» на конференции в том же университете в 1971 году, утверждал, что после 1923 года для турецкой молодёжи старались создать такое представление об истории своей страны, чтоб она не отождествляла её с османским историческим и культурным прошлым. В результате взгляды молодой турецкой интеллигенции 1920—1930-х гг. представляли собой сочетание турецкого национализма с резкой и грубой критикой всего османского. По свидетельству Карпата в лексиконе того поколения термин «османцы» нёс такой же презрительный и унизительный смысл, как и выражение «а ля Тюрк» у европейцев.
С образованием Турецкой Республики этноним «турки» находит своё отражение на законодательном уровне. Так, ст. 88 Конституции Турции 1924 года гласила, что «Все жители Турции независимо от религиозной и национальной принадлежности с точки зрения гражданства являются турками». В этой же статье уточнялась «турецкая принадлежность» и определялась принадлежность ребёнка из смешанной семьи:

Турками считаются лица: родившиеся в Турции или за границей от отца-турка; лица, родившиеся в Турции от поселившихся в Турции иностранцев, проживавшие в Турции до совершеннолетия и по достижении совершеннолетия пожелавшие официально принять турецкое гражданство; лица, получившие турецкое гражданство в соответствии с законом о гражданстве.

Если в первой конституции отмечалось наличие в стране других этнических и религиозных меньшинств, то уже по ст. 54 Конституции 1961 года все турецкие граждане просто считались турками. Согласно ст. 66 нынешней Конституции 1982 года «Каждый, кто связан узами гражданства с турецким государством — турок». Положения данной статьи, в отличие от Конституции 1924 года, распространяются на значительно большую часть детей, рождённых в смешанных браках: «Ребёнок от отца-турка или матери-турчанки — турок». В 2005 году был принят новый Уголовный Кодекс, вводивший уголовную ответственность за «оскорбление турецкой нации, турецкого этноса или правительственных учреждений».

### Экзонимытурок
Длительное время для обозначения тюркских племён Анатолии употреблялся этноним «туркмены». Например, Тамерлан в своих письмах османскому султану Баязиду I Молниеносному называет османских турок туркменами. Со временем этот этноним сохранился лишь в Анатолии у незначительной части турецких туркмен.
В Османскую эпоху соседние с турками народы иногда называли их этнонимом «османы», чтоб отличить от других тюркских народов. В русском языке, особенно до 1920—1930-х гг., употреблялись наименования турки-османцы или османские турки. В армянском языке, вплоть до новейшего времени, турки именовались «тачиками/даджигами», которое первоначально употреблялось в отношении мусульман вообще.

### «Турок» как экзоним
Но не всегда этноним «турки» был применим к турецкому этносу. Византийский император Константин VII Багрянородный, живший в X веке, этим термином обозначал венгров, что было не случайно ввиду тесных связей мадьярских племён с тюркскими элементами и их кочевой жизни.
В Османскую эпоху в Боснии турок означал югославянина-мусульманина, и турками себя называло боснийско-мусульманское население, подразумевая под этим принадлежность к господствующей религии, в то время как самих турок они именовали османли. Христиане также называли славян-мусульман турками. При описании этнического состава и самосознания населения Боснии, в 1850-х гг. один русский славист писал: «Жители Боснии составляют, по собственному понятию и по официальному признанию, три народа, хотя все принадлежат сербскому племени и говорят одним языком. Эти три народа суть: турки, то есть мусульмане, латины…, то есть католики, и сербы… то есть православные». Как писал Н. А. Иванов «у самих европейцев в выражение „турок“ вкладывалось не только этническое, но и религиозно-политическое содержание. В этом смысле словом „турок“ обозначали мусульман, подданных султана, или Великого турка. Отсюда выражения „потурченец“, „стать турком“, которые применялись к европейцам, в частности к русским, принимавшим ислам».

### Турки-месхетинцы
В настоящее время этноним «турки», помимо анатолийских турок, закреплён также за месхетинскими турками. В прошлом эту этническую группу, происходящую из грузинской области Месхетия, именовали по-разному: «мусульмане», «грузины-сунниты», «грузины-мусульмане», народ Шавшата, «азербайджанцы», «тюрки», «месхи» и т. д. Да и у них самих варианты самоназвания были разнообразны: «йерли», «аджарские тюрки», «грузины-тюрки» («гюрджю») и т. д. Название «турки-месхетинцы» вошло в обиход с конца 1980-х годов. В настоящее время наиболее распространённое среди них самоназвание «ахалцихские турки» (ахыска тюрклери).

## Язык
Турецкий язык относится к тюркской языковой семье. Как и другие языки этой семьи, он агглютинативный. Согласно классификации Н. А. Баскакова, турецкий язык входит к огузо-сельджукскую подгруппу огузской группы тюркских языков; по классификации же С. Е. Малова, турецкий язык относится к новым тюркским языкам. В качестве его другого названия среди тюркологов также применяется термин Türkiye Türkçesi («турецкий тюркский»). Существует также название анатолийско-турецкий язык, возникшее после Всесоюзного тюркологического съезда в Баку в 1926 году в связи с предложением турецкой делегации об изъятии из употребления термина «османский».
Турецкий язык наиболее близок гагаузскому, азербайджанскому и туркменскому языкам, а также южнобережному диалекту крымскотатарского языка. Северо-западные диалекты турецкого языка фонетически сильно сближаются с гагаузским языком, причём сам турецкий (в частности его северо-западные диалекты) и гагаузский — оба сближаются с печенежским языком.
Литературный турецкий язык начал складываться на рубеже XV—XVI веков на основе старонатолийско-тюркского языка, первые памятники которого датируются XIII в. Первые школы — медресе — появились ещё в начале XIV века (в Изнике и Брусе), но языком изучения преподававшихся наук являлся арабский. Преподавание турецкого языка в турецких школах началось лишь в 1839 году с открытия школ Rüştiye.

### Османский язык
До XX века существовал литературный язык Османской империи, достаточно сильно отличавшийся от разговорной турецкой речи — османский язык (осман. لسان عثمانى‎, lisân-ı Osmânî, тур. Osmanlı Türkçesi, Osmanlıca), который хоть и был языком тюркской группы, но до 80—90 % состоял из арабских и персидских слов. Так, в некоторых памятниках XVII, XVIII и последующих веков турецкий слой занимает ничтожное место (примерно 10—15 %). Староосманский язык являлся непосредственным преемником вымершего сельджукского языка.
В основе османской письменности лежал арабский алфавит. Османские тюрки развили такие стили арабского письма, как насх, рук’а, талик, сулюс, дивани, джели дивани, рейхани, куфи, сиякат. В книгах чаще всего применяли насх, а в обыденной переписке — рук’а. В официальных документах использовался сиякат, для ферманов — дивани, в рукописных трудах — несих и талик. Для надписей на стенах и плитах использовался сулюс и талик.
По лексике и грамматике османский язык подразделялся на три разновидности:
- «Изысканный» (тур. fasih Türkçe) — язык придворной поэзии, официальной документации и аристократии;
- «Средний» (тур. orta Türkçe) — язык городского населения, торговцев и ремесленников;
- «Вульгарный» (тур. kaba Türkçe) — язык широких народный масс, в основном крестьянства.

Современный турецкий язык образовался на основе «вульгарного» варианта османского языка.

### Современный турецкий язык и очищение его от заимствований

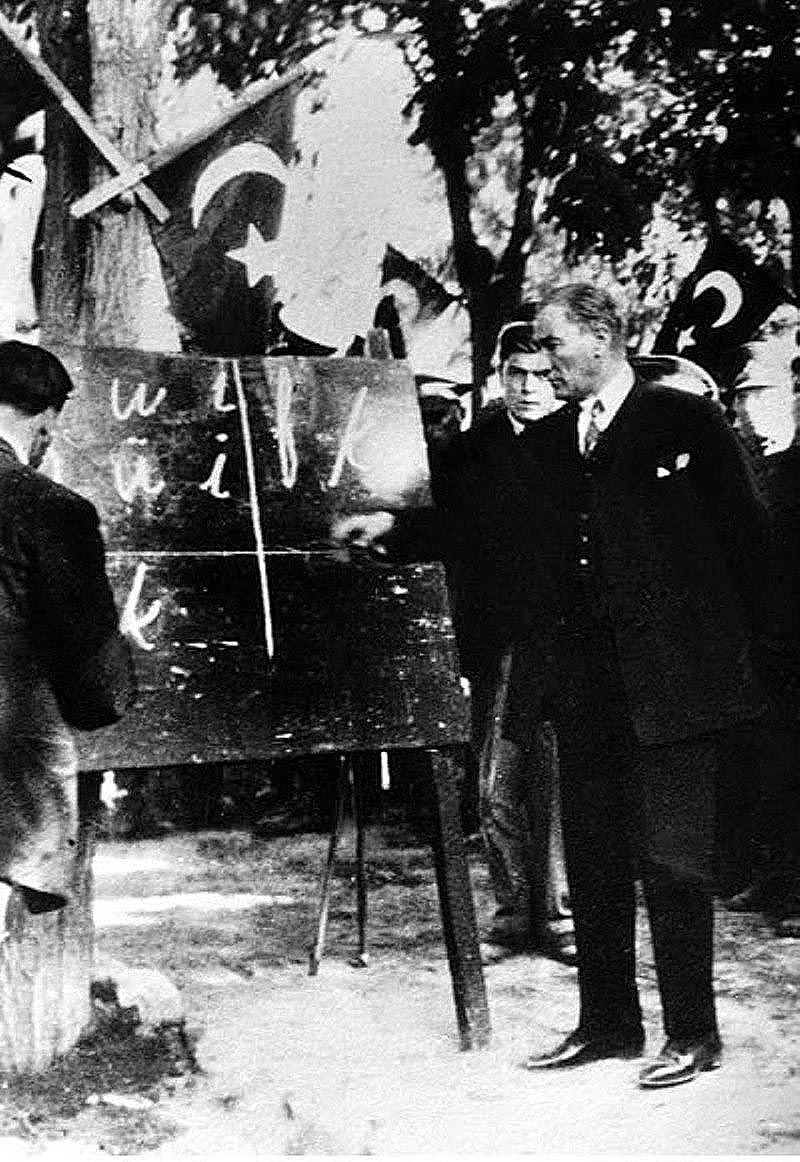
Мустафа Кемаль Ататюрк представляет новый турецкий алфавит населению Кайсери. 20 сентября 1928 года

Лексика современного турецкого языка отличается большим количеством заимствований из арабского и персидского языков, хотя на протяжении истории его пытались очистить. Борьба за очищение турецкого языка от арабо-персидских элементов началась ещё в XVI веке (Татавлалы Мухарреми и Эдирнели Назми), получив новое развитие во второй половине XIX века (Ибрахим Шинаси), продолженное на новых основах деятелями группы «Новый язык» (тур. Yeni Lisan; 1910 г.). А. Тыркова записала высказывание одного, по её определению, «видного турецкого писателя», сделанное в 1911 году: «Турок забыл своё происхождение. Опросите его, кто он? Он скажет, что он — мусульманин. От него всё отняли, даже язык. Вместо здорового, простого турецкого языка ему дают чужой, непонятный, испещрённый персидскими и арабскими словами».
Придя к власти, кемалисты повели борьбу за очищение языка от арабского и персидского влияния. В целях изучения вопроса о реформе алфавита Совет Министров Турции 15 января 1928 года образовал при Министерстве просвещения «Комиссию языка» (тур. Dil Encümeni), но она вскоре была распущена. Вместо неё 28 июня была создана новая организация — «Комиссия по алфавиту» (тур. Alfabe Encümeni), принявшая на заседаниях 8 и 12 июля проект алфавита на основе латинской графики. В своей знаменитой речи 8 августа того же года в Стамбуле Мустафа Кемаль Ататюрк заявил:
Граждане, мы должны принять новый алфавит для нашего прекрасно звучащего языка. Мы должны освободиться от непонятных нам знаков, в железных тисках которых наш мозг томится в течение веков. Научитесь без промедления этим новым турецким буквам. Обучите им весь народ, крестьян, пастухов, грузчиков и лоточников, рассматривайте это как патриотический и национальный долг.
1 ноября 1928 года на первом заседании очередной сессии ВНСТ, парламент принял закон о введении нового алфавита.

#### Письменность
Современный турецкий алфавит состоит из 29 букв (для обозначения 21 согласных и 8 гласных звуков) и 2 орфографических знаков. 12 июня 1932 года Ататюрком было основано Турецкое лингвистическое общество.

#### Диалекты и литературный язык
Диалекты турецкого языка делятся на две основные группы:
- западная или дунайско-турецкая: адакалийский, адрианопольский, боснийский и македонский диалекты
- восточно-анатолийская: айдынский, измирский, караманский, конийский, сивасский диалекты. К этой же группе относится кипрский диалект и городской говор Анкары.

В качестве основы литературного языка используется стамбульский диалект, на который в последнее время оказывает влияние говор столицы страны — города Анкары.

## Антропология

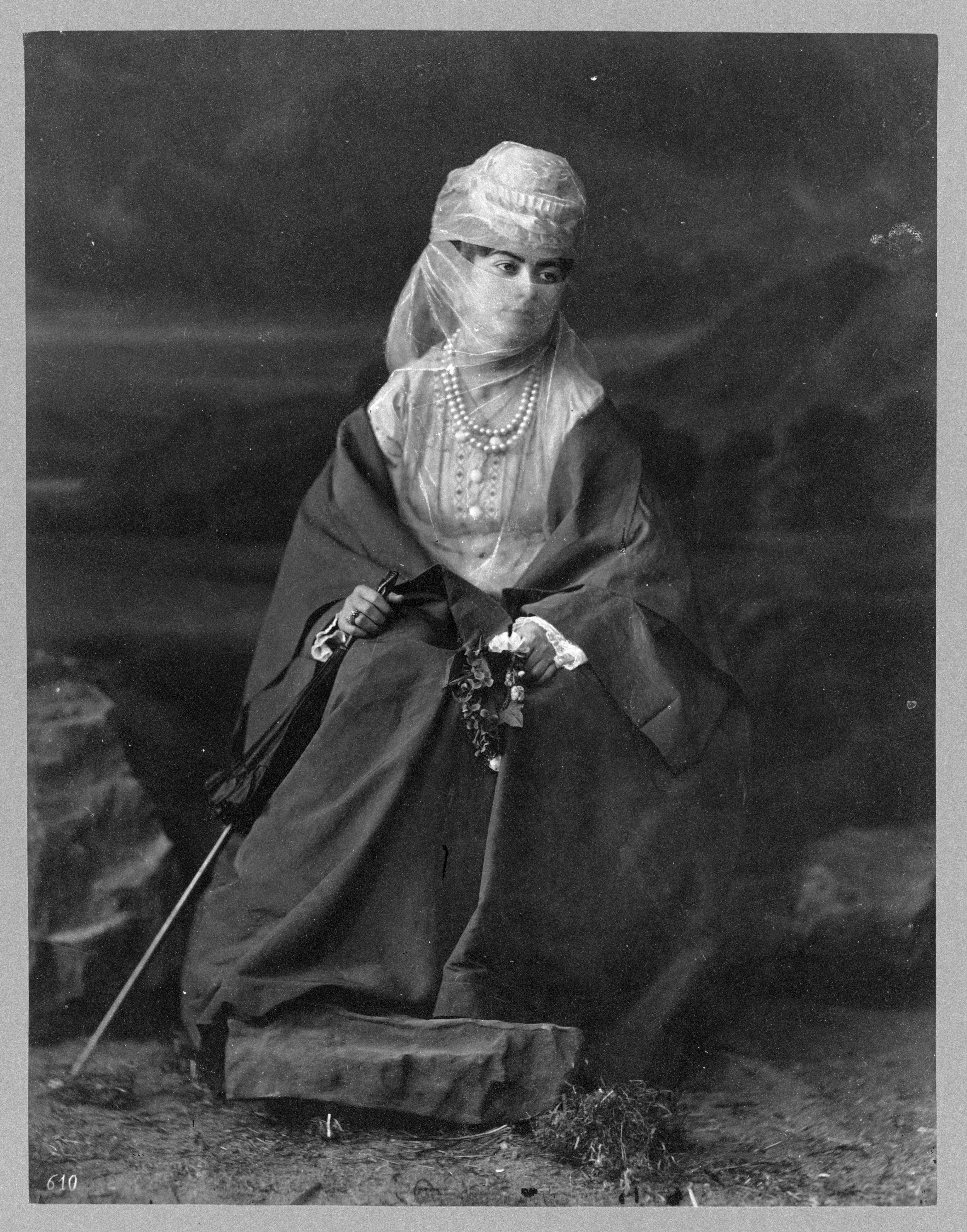
Турчанка, между 1880 и 1900 г.

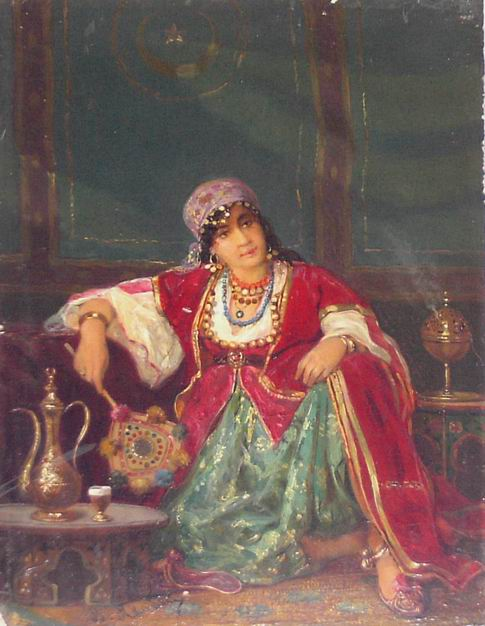
«Турчанка», ранее 1902. Худ. Валерий Якоби

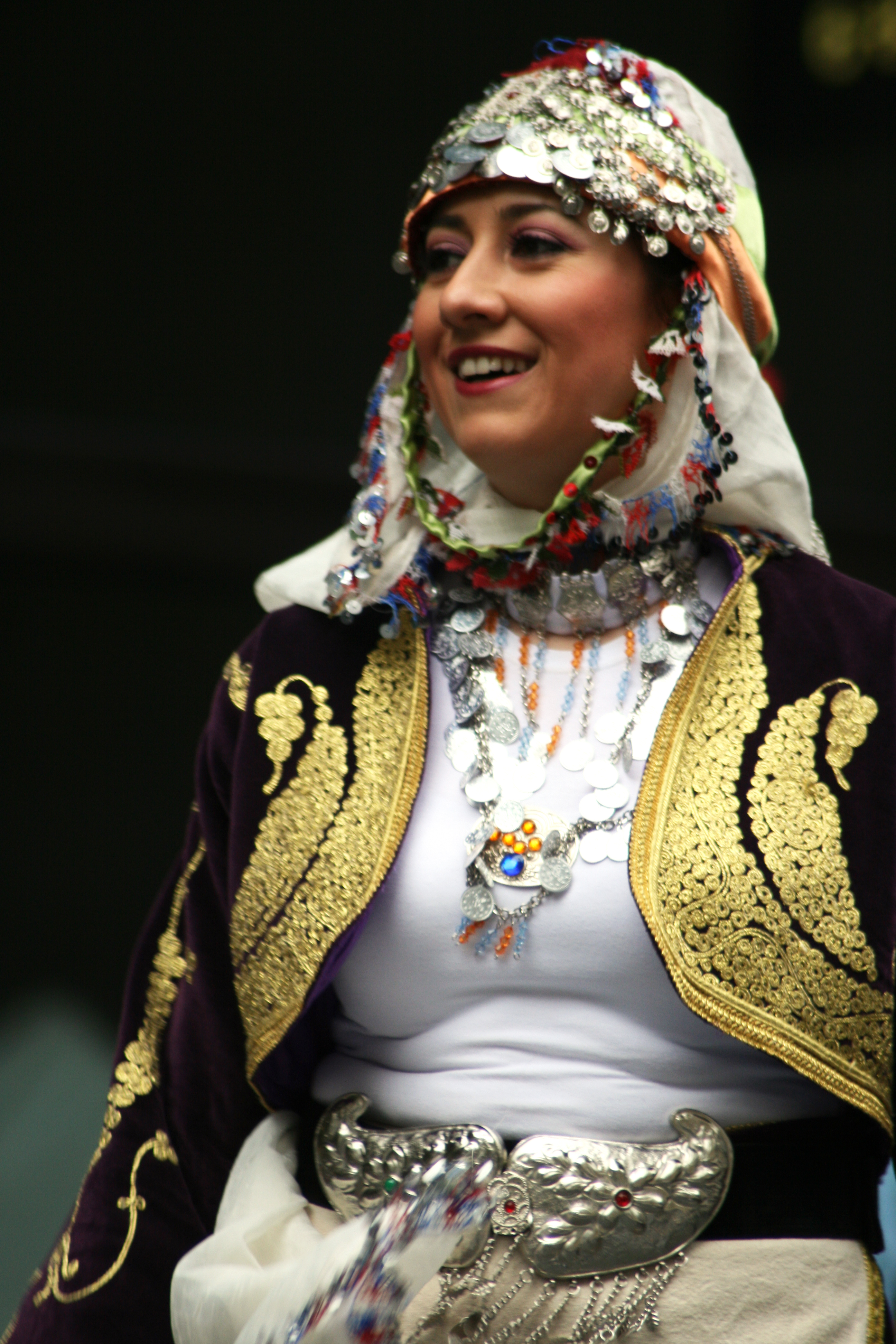
Турецкая девушка в традиционном костюме

Если говорит наиболее обобщённо, основу антропологического типа турок составляет переднеазиатский вариант балкано-кавказской расы в составе большой европеоидной расы.
Антропологически большинство турок относится к средиземноморской разновидности европеоидной (белой) расы. Энциклопедический словарь Брокгауза и Ефрона, издававшийся в конце XIX — начале XX веков, даёт краткое описание:
В силу своего рода естественного подбора турки в настоящее время представляют племя рослых, хорошего и красивого телосложения людей с благородными чертами лица. Господствующие черты их национального характера — важность и достоинство в обращении, умеренность, гостеприимство, честность в торговле и мене, храбрость, преувеличенная национальная гордость, религиозный фанатизм, фатализм и склонность к суевериям.
В статье «Турки османские» ЭСБЭ широко описывает антропологические черты турок:
в антропологическом отношении турки османские совершенно почти утратили первоначальные черты тюркского племени, представляя в настоящее время самую разнородную смесь различных расовых типов в зависимости от той или другой поглощённой ими народности, в общем более всего приближаясь к типам кавказского племени. Причина этого факта заключается в том, что первоначальная масса турок османских, вторгшихся в Малую Азию и на Балканский полуо-в, в дальнейшем периоде своего существования, не получая никакого нового притока из среды других тюркских народов, благодаря беспрерывным войнам постепенно уменьшалась в своей численности и вынуждена была включать в свой состав насильно отуреченные ими народности: греков, армян, славян, арабов, курдов, эфиопов и т. д. Ещё при сельджуках масса греков-христиан стали ренегатами, а при Османидах массовые насильственные обращения, образование из христианской молодёжи корпусов янычаров, многожёнство, наполнявшее гаремы турок османских красавицами самых различных стран и рас, рабство, ввёдшее в дома турок османских эфиопский элемент, наконец, обычай изгнания плода — всё это постепенно уменьшило тюркский элемент и способствовало нарастанию элементов чуждых.
Поэтому среди турок османских мы встречаем все переходы до типа с нежными, изящными очертаниями лица, сферическим строением черепа, высоким лбом, большим лицевым углом, прекрасно сформированным носом, пышными ресницами, маленькими живыми глазами, кверху загнутым подбородком, нежным телосложением, чёрными, слегка вьющимися волосами, богатой растительностью на лице. Нередко также между турками встречаются даже белокурые и рыжие индивиды (Riegler). В частности, по отдельным районам Вамбери отмечает: преобладание черт курдского типа в области Древней Армении (начиная от Карса до Малатии и Кароджского хребта), хотя с более темноватым цветом лица и менее удлинёнными очертаниями лица, арабского по северной границе Сирии, наконец, однородного греческого типа в Северной Анатолии, типа, который по мере приближения к морскому побережью становится, впрочем, все менее однообразным. Что касается Европейской Турции, то даже Стамбул представляет смесь самых различных типов переднеазиатских, греко-славянских и кавказских, смесь, кажущаяся однородной исключительно только благодаря однообразному покрою одежды, головному убору, бритой голове и нестриженой бороде и т. д. Измерения Вейсбаха и Ивановского над ста черепами из разных мест Европейской Турции дали подавляющее большинство долихоцефалий (сред. гол. указ.: 74), остальные с показат. 80—81 (субрахицефалия). У 143 турок османских, измеренных Елисеевым в Малой Азии, рост оказался в среднем 1,670, а головной указатель 84, причём брахицефалов и суббрахицефалов 60 % (преимущ. среди кочевников) долихоцефалов и субдолихоцефалов только 20 % (среди городского населения).
Крайне незначительно у некоторых турок также проявляется монголоидность, связана она с раннесредневековыми тюрками Средней Азии, которым были свойственны, очень сглаженные монголоидные черты. Эта монголоидность, ещё больше ослабленная в результате смешения этих тюрков с европеоидами Средней Азии и Кавказа, была принесена в Малую Азию племенами огузов. В Малой Азии, в итоге дальнейшего смешения с местным европеоидным населением, монголоидные черты огузов почти совершенно растворились в массе европеоидных признаков.
По словам Карлтона Куна, антропологические данные балканских турок противоречивы. Он утверждает, что турки южной Болгарии и Добруджи имеют метрические и морфологические черты, которые роднят их с анатолийскими турками. Некоторые македонские турки имеют гиперанатолийские черты, в то время как другие — долихоцефалические.

### Генетика
Крупнейшее аутосомное исследование турецкой генетики (на 16 человек) пришло к выводу, что турецкое население образует кластер с южноевропейским населением и что восточноазиатское (предположительно центральноазиатское) наследие турецкого народа оценивается в 21,7 %. Исследование, проведённое в 2015 году, показало, что «предыдущие генетические исследования обычно использовали турок как представителей древнего населения Турции. Наши результаты показывают, что турки генетически сдвинуты в сторону современных жителей Центральной Азии, что соответствует истории смешения с населением из этого региона». Авторы обнаружили «7,9 % (± 0,4) восточноазиатских предков у турок от примеси, имевшей место 800 (± 170) лет назад». Исследование 2019 года показало, что турки объединяются с популяциями южной и средиземноморской Европы вместе с группами на Кавказе и в северной части Юго-Западной Азии (например, Северного Ирака и иранцами). Другое исследование показало, что черкесы наиболее близки к турецкому населению среди отобранных европейских (французов, итальянцев, сардинцев), ближневосточных (друзы, палестинцы) и центральноазиатских (киргизы, хазарейцы, уйгуры), южноазиатских (пакистанцы) и восточноазиатских (монгольских, китайских) популяций. Другое исследование 2019 года показало, что турки имеют самую низкую дистанцию Fst с группой населения Кавказа и ирано-сирийской группой по сравнению с группами или группами населения Восточной и Центральной Европы, Европы (включая Северную и Восточную Европу), Сардинии и Туркменистана. Кавказская группа в исследовании включала образцы от «абхазов, адыгов, армян, балкарцев, чеченцев, грузин, кумыков, курдов, лезгин, ногайцев и населения Северной Осетии».
Исследование, включающее митохондриальный анализ населения Византии, образцы которого были собраны при раскопках в Сагалассосе, показало, что образцы Сагаласса были наиболее близки к современным образцам из Турции, Крыма, Ирана и Италии (Кампания и Апулия), Кипра и Балкан (Болгария, Хорватия и Греция). Современные образцы из близлежащего города Агласун показали, что линии восточноевразийского происхождения, относящиеся к макрогаплогруппе M, были обнаружены в современных образцах из Агласуна. Эта гаплогруппа значительно чаще встречается в Агласун (15 %), чем в византийском Сагалассосе, но учёные «не обнаружили генетических разрывов на протяжении двух тысячелетий в регионе».
Исследование 2021 года показало, что вклад народов Центральной Азии в генетику турок составил в среднем 9,59 % на основе результатов смешения. Эта примесь отличается в зависимости от региона: 7,69 % для балканских турок, 12 % для Западной Турции, 10,1 % для Центральной Турции, 10,6 % для Северной Турции, 11,2 % для Южной Турции и 6,48 % для Восточной Турции. Процент европейского и балканского вклада был значительно выше среди балканских турок и турок из западной Турции, в то время как процент кавказского и неарабского ближневосточного вклада увеличивается по направлению к востоку от Турции.

## Культура

### Музыка
Традиционная турецкая музыка связана с арабо-иранской культурой, впитав в себя характерные особенности, присущие искусству народов, населявших Анатолию. В то же время турецкий музыкальный фольклор также родственен музыке других тюркских народов. В частности, такие жанры как мани (незатейливые песни частушечного склада), кошма тюркю (мелодически развитая песня лирического содержания) напоминают аналогичные жанры, бытующие в Средней Азии, Казахстане, Азербайджане. В народном музыкальном искусстве различаются мелодии небольшого диапазона с равномерном ритме — кырык хава (короткая мелодия) и мелодии широкого диапазона, ритмически свободные, не укладывающиеся в чёткие метроритмические схемы (преобладает меняющееся тактовое членение) — узун хава (длинная мелодия).

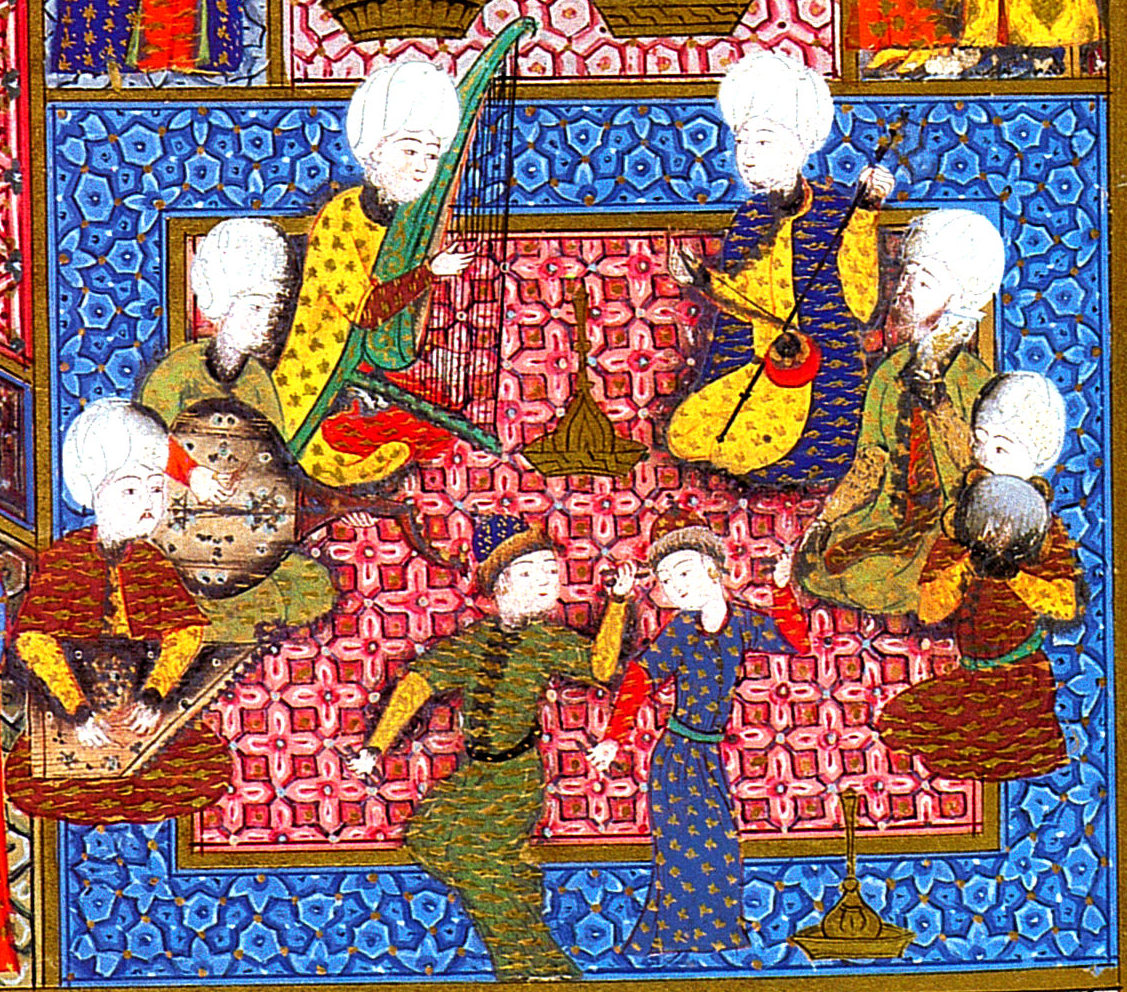
Танцоры и музыканты, выступающие на церемонии обрезания Селима, Баязида и Мехмеда в 1530 году. Миниатюра из книги Сулейманнаме.

Во времена Османской империи сформировался новый музыкальный жанр — оркестровая военная музыка, которая сопровождала многие походы и кампании имперской армии. В начале XVIII века в Европе появился набор традиционных инструментов военного оркестра янычар, включавший в то время большой барабан (дауль), 2 небольших барабанчика (сардар-нагара), 2 тарелки (цил), 7 медных труб (бори) и 5 шалмеев (цурнадер). Янычарская музыка как специфический тембровый комплекс (большой барабан с тарелками, к которым часто присоединялся треугольник) оказала заметное влияние на европейскую оперную и симфоническую музыку. ЭСБЭ описывал турецкую музыку, как музыку янычар, ударные инструменты которой «перешли в военные духовые оркестры Австрии, а затем и других стран, но с более ограниченным и осмысленным применением».
Большой вклад в развитие турецкой музыки внёс учёный-энциклопедист, молдавский князь Дмитрий Кантемир, получивший известность как музыкальный теоретик и крупнейший композитор турецкой традиционной музыки. Он писал свои произведения в различных жанрах турецкой классической музыки, которые пользовались популярность до конца XIX века.
В XX веке турецкая музыка обогатилась новыми жанрами, первоначально возникшими в Европе. После провозглашения в 1923 году Турецкой Республики началось интенсивное развитие профессиональной музыки. Тогда же была открыта Стамбульская муниципальная консерватория, позднее в 1936 г. — Анкарская и в 1951 г. — Измирская консерватории; в 1928 году открылся Анкарский театр оперетты. В 1930-е гг. складывается композиторская школа, крупнейшим представителем которой стала так называемая турецкая пятёрка (Ахмед Аднан Сайгун, Джемаль Решит Рей, Ульви Джемаль Эркин, Неджиль Казым Аксес, Хасан Ферит Алнар). В 1934 году на сцене Анкарского народного дома была поставлена первая турецкая национальная опера — «Феридун» Сайгуна. В 1949 году на базе первой студии Анкарской консерватории был создан Анкарский государственный оперный театр.
Современная турецкая музыка развивается под сильным воздействием западной музыки. В 2003 году певица Сертаб Эренер принесла Турции победу на конкурсе песни Евровидение.

## Турецкая диаспора
Исторически первая известная османская (турецкая) диаспора существовала в Крымском ханстве — вассальном государстве Османской империи. Однако к XVIII в., когда Крым вошёл в состав России, турки почти полностью интегрировались в крымскотатарский этнос. Южный диалект крымскотатарского языка — относится к огузской группе языков (два других диалекта, имеющих кыпчакское происхождение, заметно отличаются от него лексически и грамматически).
В настоящее время наиболее крупные турецкие диаспоры имеются в странах, ранее входивших в состав Османской империи. В арабских странах (страны Магриба, Египет, Сирия, Ирак) турки не испытывают религиозного давления, однако в то же время их возможность изучать родной язык и поддерживать культурные связи с Турцией серьёзно ограничивается.

### Турки-месхетинцы
После окончания Русско-турецкой войны в 1829 году, земли Месхетии-Джавахетии разделились на две части (согласно Андриапольскому договору). Из них двадцать пять районов отошли к России, а остальные остались в Турции. После образования Грузинской ССР земли турок-месхетинцев вошли в её состав.
С началом Великой Отечественной войны было мобилизовано практически всё взрослое мужское население (более 40 тыс. человек, 26 тыс. из них погибли), восемь человек из них стали Героями Советского Союза, трое — полными кавалерами Орденов Славы.
В 1944 году турки-месхетинцы (вместе с курдами, хемшилами) с формулировкой «в связи с тем, что значительная часть населения была связана с жителями приграничных районов Турции родственными отношениями и проявляла эмиграционные настроения, по обвинению в пособничестве врагам, занятиях контрабандой и служению для турецких разведывательных органов источником вербовки шпионских элементов и насаждения бандитских групп», по постановлению ГКО СССР № 6279 (от 31 июля 1944 г.) ранним утром 15 ноября 1944 г. все мирное население подверглось акту депортации из родных мест в Казахстан, Кыргызстан и Узбекистан. Всего было депортировано 115,5 тыс.. Путь до мест депортации составил около двух месяцев, только за время пути в товарном поезде по разным оценкам специалистов погибло от 20 % до 30 % репрессированных жителей (в основном это дети, женщины и старики). Подобно другим репрессированным народам особенно высокий уровень смертности от болезней, холода и голода был зафиксирован в первые годы депортации.
Депортированные месхетинские турки были рассредоточены по отдельным посёлкам в различных областях Узбекистана, Казахстана и Кыргызстана как «спецпоселенцы» (то есть без права изменения места жительства).
В 1956 году с месхетинских турок были сняты ограничения по специальному поселению, часть из них стала возвращаться в различные районы Кавказа, в особенности в Кабардино-Балкарию и Северный Кавказ. Но большинство турок-месхетинцев остались в уже обжитых районах Средней Азии и Казахстана.

### Турки-киприоты
На Кипре в результате неудачной попытки присоединения острова к Греции и последовавшей за тем войны 1974 года образовалась непризнанная Турецкая республика Северного Кипра. Северный Кипр как независимое государство признан только Турцией, которая, согласно ряду резолюций ООН, незаконно оккупирует эту территорию, отторгнутую в результате военного вторжения в 1974 году от международно признанной Республики Кипр. Согласно международному праву, Республика Кипр сохраняет суверенитет над всей территорией, входившей в её состав до 1974 года. В 2004 году Кипр был принят в ЕС без северной (турецкой) части.

### Турки в Германии
Турецкая диаспора в Германии образовалась в результате «экономического чуда» 1960-х годах, когда в результате экономического роста возрос спрос на рабочую силу, в то время как население Германии не только не росло, но даже уменьшалось. В связи с этим в Германию прибыло большое количество турок.